# Český Superpohár
La Supercoppa ceca di calcio (ufficialmente, in ceco, Český Superpohár) è stata una competizione annuale in cui si affrontarono in un'unica gara i campioni cechi in carica contro i detentori della Coppa della Repubblica Ceca.

## Albo d'oro
| Anno | Vincitore      | Risultato        | Finalista      |
| ---- | -------------- | ---------------- | -------------- |
| 2010 | Sparta Praga   | 1 - 0            | Viktoria Plzeň |
| 2011 | Viktoria Plzeň | 1 - 1 4-2 (rig.) | Mladá Boleslav |
| 2012 | Sigma Olomouc  | 2 - 0            | Slovan Liberec |
| 2013 | Jablonec       | 3 - 2            | Viktoria Plzeň |
| 2014 | Sparta Praga   | 3 - 0            | Viktoria Plzeň |
| 2015 | Viktoria Plzeň | 2 - 1            | Slovan Liberec |

## Titoli per club
| Club           | Vittorie | Sconfitte | Anni vittorie | Anni sconfitte   |
| -------------- | -------- | --------- | ------------- | ---------------- |
| Viktoria Plzeň | 2        | 3         | 2011, 2015    | 2010, 2013, 2014 |
| Sparta Praga   | 2        | -         | 2010, 2014    |                  |
| Sigma Olomouc  | 1        | -         | 2012          |                  |
| Jablonec       | 1        | -         | 2013          |                  |
| Slovan Liberec | -        | 2         |               | 2012, 2015       |
| Mladá Boleslav | -        | 1         |               | 2011             |